# هاري بالدوين (لاعب كرة قاعدة)
هاري بالدوين (بالإنجليزية: Harry Baldwin)‏ هو لاعب كرة قاعدة أمريكي، ولد في 3 يونيو 1900 في بالتيمور في الولايات المتحدة، وتوفي في 23 يناير 1958.

## وصلات خارجية
- هاري بالدوين على موقعبيزبول رفرنس.كوم (الدوري الرئيسي) (الإنجليزية)
- هاري بالدوين على موقعبيزبول رفرنس.كوم (الدوري الثانوي) (الإنجليزية)
- هاري بالدوين على موقع مشجعي الرسوم البيانية (الإنجليزية)